# Wończa

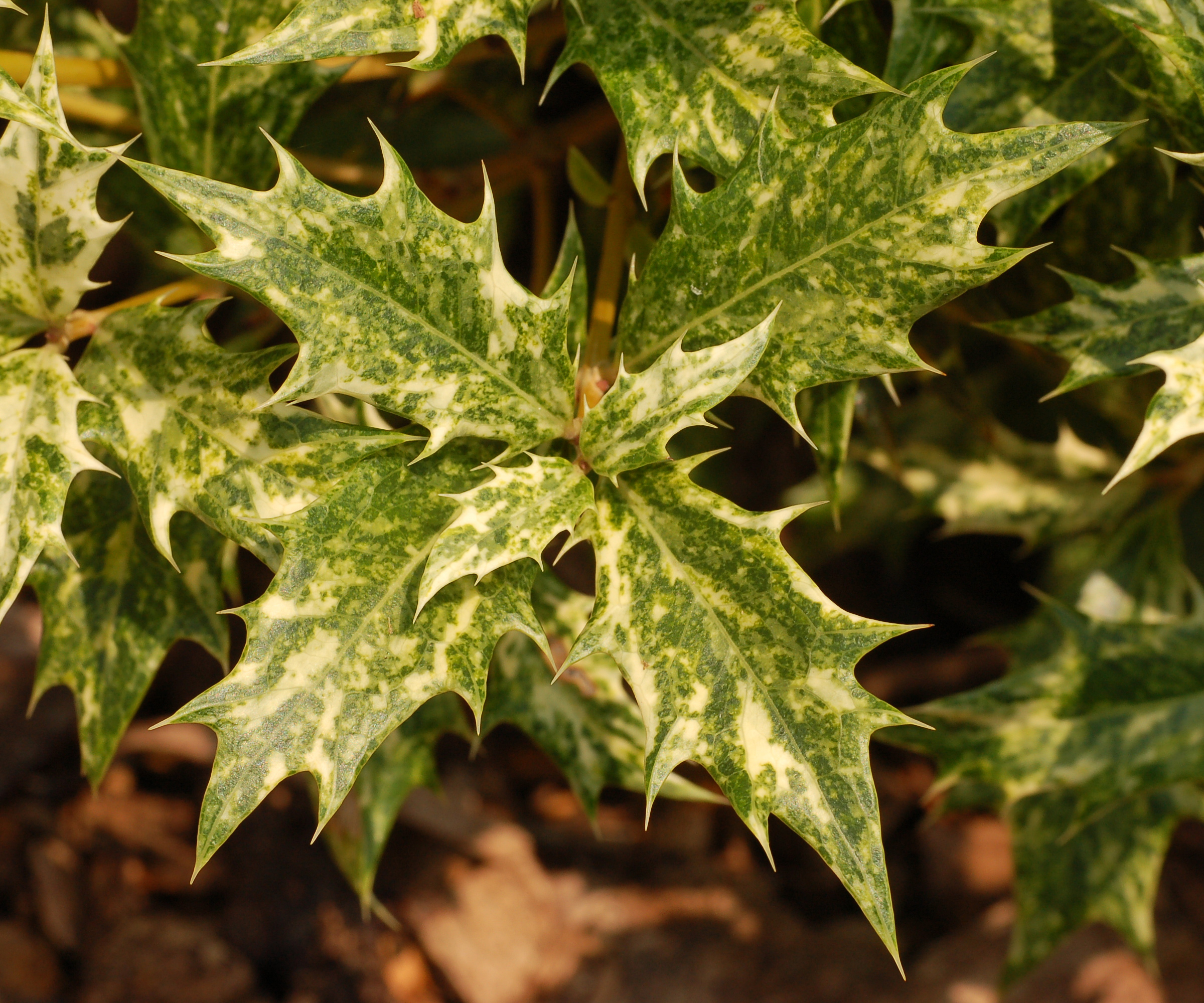
Osmanthus heterophyllus 'Goshiki'

Wończa, osmantus (Osmanthus) – rodzaj krzewów i małych drzew należący do rodziny oliwkowatych. Zalicza się do niego około 30–36 gatunków. Występują one w południowo-wschodniej Azji (tylko w Chinach rosną 23 gatunki) oraz w Ameryce Północnej. Wszystkie gatunki mają wonne kwiaty, a wończa pachnąca jest rośliną przyprawową.

## Morfologia
PokrójZimozielone krzewy i niewielkie drzewa osiągające do 14 m wysokości.
LiścieNaprzeciwległe, pojedyncze i ogonkowe. Ich blaszka liściowa jest całobrzega lub piłkowana, często punktowana z powodu obecności gruczołków, nierzadko kolczasta.
KwiatySkupione w wierzchotkowe kwiatostany skrócone do pęczków rozwijających się w kątach liści lub krótkich wiech, które powstawać mogą także na szczytach pędów. Kwiaty obupłciowe i jednopłciowe, wsparte są parą orzęsionych przysadek. Kielich jest dzwonkowaty i składa się z czterech działek. Korona tworzona jest przez cztery zrośnięte w różnym stopniu płatki, ma kształt dzwonkowaty, walcowaty lub urnowaty i zwykle kolor biały lub żółtawy. Pręciki są zwykle dwa, rzadko cztery, zwykle przyrośnięte do górnej części płatków. W każdej z komór zalążni rozwijają się dwa zalążki. Znamię jest główkowate lub dwudzielne.
OwocePestkowce mięsiste, barwy fioletowej do ciemnoniebieskiej z pojedynczym nasionem.

## Systematyka
Rodzaj z rodziny oliwkowatych (Oleaceae), a w jej obrębie z plemienia Oleeae.
Wykaz gatunków
- Osmanthus americanus (L.) A.Gray1
- Osmanthus armatus Diels
- Osmanthus attenuatus P.S.Green
- Osmanthus austrocaledonicus (Vieill.) Knobl.
- Osmanthus cooperi Hemsl.
- Osmanthus cymosus (Guillaumin) P.S.Green
- Osmanthus decorus (Boiss. & Balansa) Kasapligil
- Osmanthus delavayi Franch.
- Osmanthus didymopetalus P.S.Green
- Osmanthus enervius Masam. & T.Mori
- Osmanthus fordii Hemsl.
- Osmanthus fragrans Lour. – wończa pachnąca
- Osmanthus gracilinervis L.C.Chia ex R.L.Lu
- Osmanthus hainanensis P.S.Green
- Osmanthus henryi P.S.Green
- Osmanthus heterophyllus (G.Don) P.S.Green – wończa różnolistna, osmantus różnolistny[6]
- Osmanthus insularis Koidz.
- Osmanthus iriomotensis T.Yamaz.
- Osmanthus kaoi (T.S.Liu & J.C.Liao) S.Y.Lu
- Osmanthus lanceolatus Hayata
- Osmanthus marginatus (Champ. ex Benth.) Hemsl.
- Osmanthus matsumuranus Hayata
- Osmanthus mexicanus Lundell
- Osmanthus minor P.S.Green
- Osmanthus monticola (Schltr.) Knobl.
- Osmanthus pubipedicellatus  L.C.Chia ex H.T.Chang
- Osmanthus reticulatus P.S.Green
- Osmanthus rigidus Nakai
- Osmanthus sandwicensis Benth. & Hook.f.
- Osmanthus scortechinii King & Gamble
- Osmanthus serrulatus Rehder
- Osmanthus suavis King ex C.B.Clarke
- Osmanthus sumatranus P.S.Green
- Osmanthus urceolatus P.S.Green
- Osmanthus venosus Pamp.
- Osmanthus yunnanensis (Franch.) P.S.Green

## Zastosowanie
Kwiaty wończy pachnącej Osmanthus fragrans wykorzystuje się w Azji Wschodniej do aromatyzowania m.in. herbaty, napojów alkoholowych i zup.